# Opere di Carl Gustav Jung
Le Opere di Carl Gustav Jung sono raccolte in diciannove volumi (ventiquattro tomi), e contengono tutti i principali scritti di Carl Gustav Jung, a cura di Luigi Aurigemma, pubblicati presso Bollati Boringhieri, tra il 1966 e il 2007. A queste faranno seguito altri volumi, pubblicati singolarmente più tardi ed elencati in fondo alla voce.

## Contenuto dei volumi
1. Studi psichiatrici, trad. di Guido Bistolfi, consulenza di Mario Moreno, 1970, 19922, 1997, ISBN 8833901343 ISBN 8833910571 ISBN 9788833910574
1. Psicologia e patologia dei cosiddetti fenomeni occulti (1902)
2. Paralessia isterica (1904)
3. Criptomnesia (1905)
4. Squilibrio affettivo maniacale (1903)
5. Caso di stupore isterico in una detenuta in carcere preventivo (1902)
6. Simulazione di malattia mentale (1903)
7. Perizia medica su un caso di simulazione di malattia mentale (1904)
8. Superperizia su due perizie psichiatriche contraddittorie (1906)
9. La diagnostica psicologica del fatto (1905)

2.1. L'associazione verbale negli individui normali, trad. di Irene Bernardini, con la collaborazione di Ermanno Sagittario, 1984, 1998 ISBN 8833910784 ISBN 9788833910789
1. Ricerche sperimentali sulle associazioni di individui normali (in collaborazione con Franz Riklin) (1904-05)

2.2. Ricerche sperimentali, 1987, 1992, ISBN 8833904016 ISBN 8833910792 ISBN 9788833910796
1. Analisi delle associazioni di un epilettico (1905)
2. I tempi di reazione nell'esperimento associativo (1905)
3. Osservazioni sperimentali sulla facoltà di memoria (1905)
4. La diagnosi psicologica del fatto (1905)
5. Il significato psicopatologico dell'esperimento associativo (1900)
6. Psicoanalisi ed esperimento associativo (1906)
7. Notizie statistiche sul reclutamento (1906)
8. Associazione, sogno e sintomo isterico (1906)
9. Disturbi di riproduzione nell'esperimento associativo (1907)
10. Fenomeni psicofisici concomitanti nell'esperimento associativo (1907)
11. Ricerche psicofisiche col galvanometro e il pneumografo in individui normali e malati di mente (in collaborazione con Frederick Peterson) (1907)
12. Altre ricerche sul fenomeno galvanico e la respirazione in individui normali e malati di mente (in collaborazione con Charles Ricksher) (1907)
13. Le nuove vedute della psicologia criminale (1908)
14. Il metodo associativo (1909)
15. La costellazione familiare (1909)
16. I metodi di ricerca nella Clinica psichiatrica di Zurigo (1910)
17. Sulla dottrina dei complessi (1911)
18. La diagnostica psicologica del fatto in un processo in assise (1937)

3. Psicogenesi delle malattie mentali, trad. di Lucia Personeni e Luigi Aurigemma, 1971, 1999, 20002 ISBN 883390136X ISBN 9788833901367 ISBN 8833911721 ISBN 9788833911724
1. Psicologia della dementia praecox (1907)
2. Il contenuto della psicosi (1908/1914)
3. Sulla comprensione psicologica di processi patologici (1914)
4. Critica a Bleuler, Teoria del negativismo schizofrenico (1911)
5. Importanza dell'inconscio in psicopatologia (1904)
6. Il problema della psicogenesì nella malattia mentale (1919)
7. Malattia mentale e psiche (1915)
8. Psicogenesi della schizofrenia (1939)
9. Nuove considerazioni sulla schizofrenia (1957/1959)
10. La schizofrenia (1958)

4. Freud e la psicanalisi, trad. di Lucia Personemi e Silvano Daniele, consulenza di Eleonora D'Agostino Trevi, 1973, 19962, 1998, ISBN 8833900606 ISBN 9788833900605 ISBN 8833911020 ISBN 9788833911021
1. La teoria freudiana dell'isteria: replica alla critica di Aschaffenburg (1906)
2. La teoria freudiana dell'isteria (1908)
3. L'analisi dei sogni (1909)
4. Contributo alla psicologia della diceria (1910)
5. Contributo alla conoscenza del sogno di numeri (1911)
6. Recensione critica a M. Prince, Il meccanismo e l'interpretazione dei sogni (1911)
7. A proposito di una critica della psicoanalisi (1910)
8. Psicoanalisi (1912)
9. Saggio di esposizione della teoria psicoanalitica (1913)
10. Aspetti generali della psicoanalisi (1913)
11. Sulla psicoanalisi (1916)
12. Questioni attuali di psicoterapia: carteggio Jung-Löy (1914)
13. Prefazioni ai Collected Papers on Analytical Psychology (1916-17)
14. L'importanza del padre nel destino dell'individuo (1909/1949)
15. Prefazione a W. H. Kranefeldt, La psicoanalisi (1930)
16. Il contrasto tra Freud e Jung (1929)

5. Simboli della trasformazione. Analisi dei prodromi di un caso di schizofrenia, trad. di Renato Raho, 1970, 19762, 19943, 2002 ISBN 8833906736 ISBN 8833901378 ISBN 9788833906737
1. Simboli della trasformazione (1952). Ed. definitiva di Trasformazione e simboli della libido (1912)

6. Tipi psicologici, trad. di Cesare Musatti e Luigi Aurigemma, 1969, 19882, 1996, ISBN 8833909662 ISBN 8833901386 ISBN 9788833909660
1. Tipi psicologici (1921), con in appendice:
2. Sulla questione dei tipi psicologici (1913)
3. Tipi psicologici (1925)
4. Tipologia psicologica (1928)
5. Tipologia psicologica (1936)

7. Due testi di psicologia analitica, 1991, 1993, ISBN 8833901394 ISBN 9788833907581
1. Psicologia dell'inconscio (1917/1943)
2. L'io e l'inconscio (1928)
3. Vie nuove della psicologia (1912)
4. La struttura dell'inconscio (1916)
5. Adattamento (1916)
6. Individuazione e collettività (1916)

8. La dinamica dell'inconscio, trad. di Silvano Daniele, consulenza di Mario Trevi, 1976, 1994, 19962, ISBN 8833908399 ISBN 8833901408 ISBN 9788833908397
1. Energetica psichica (1918)
2. La funzione trascendente (1957/1958)
3. Considerazioni generali sulla teoria dei complessi (1934)
4. Il significato della costituzione e dell'eredità in psicologia (1919)
5. Determinanti psicologiche del comportamento umano (1937)
6. Istinto e inconscio (1919)
7. La struttura della psiche (1927/1931)
8. Riflessionì teoriche sull'essenza della psiche (1947/1954)
9. Considerazioni generali sulla psicologia del sogno (1916/1948)
10. L'essenza dei sogni (1945/1948)
11. I fondamenti psicologici della credenza negli spiriti (1910/1948)
12. Spirito e vita (1916)
13. Il problema fondamentale della psicologia contemporanea (1931)
14. Psicologia analitica e concezione del mondo (1928/1931)
15. Realtà e surrealtà (1933)
16. Gli stadi della vita (1930/1931)
17. Anima e morte (1934)
18. La sincronicità come principio di nessi acausali (1951)
19. Appendice: La sincronicità (1951)

9.1. Gli archetipi e l'inconscio collettivo, trad. di Lisa Baruffi, 1980, 19922, 2000, ISBN 8833901416 ISBN 8833910199 ISBN 9788833910192
1. Gli archetipi dell'inconscio collettivo (1934/1954)
2. II concetto d'inconscio collettivo (1936)
3. Sull'archetipo, con particolare riguardo al concetto di Anima (1936/1954)
4. Gli aspetti psicologici dell'archetipo della Madre (1938/1954)
5. Sul rinascere (1940/1950)
6. Psicologia dell'archetipo del Fanciullo (1940)
7. Aspetto psicologico della figura di Core (1941)
8. Fenomenologia dello spirito nella fiaba (1946/1948)
9. Psicologia della figura del Briccone (1954)
10. Coscienza, inconscio e individuazione (1939)
11. Empirica del processo d'individuazione (1933-50)
12. Simbolismo del mandala (1950)
13. Che cosa sono i mandala (1955)

9.2. Aion. Ricerche sul simbolismo del sé, trad. di Lisa Baruffi e Silvano Daniele, 1982, 20012, 2002, ISBN 8833901424 ISBN 8833910202 ISBN 9788833910208
1. Aion: ricerche sul simbolismo del Sé (1951)

10.1. Civilta in transizione. Il periodo fra le due guerre, 1985, 19922, 1998, ISBN 8833900320 ISBN 8833910652 ISBN 9788833910659
1. Sull'inconscio (1918)
2. La donna in Europa (1927)
3. Anima e terra (1917/1931)
4. Il problema amoroso dello studente (1918)
5. La "riga" svizzera nello "spettro" europeo (1928)
6. Il problema psichico dell'uomo moderno (1928/1931)
7. Psicologia americana (1930)
8. Recensioni a Keyserling, America: nascita di un nuovo mondo e La rivoluzione mondiale (1930-34)
9. L'uomo arcaico (1931)
10. Presentazione del direttore del Zentralblatt für psychotherapie (1933-35)
11. Il significato della psicologia per i tempi moderni (1933/1934)
12. Situazione attuale della psicoterapia (1934)
13. Attualità: replica all'articolo del dottor Bally, Terapia di ceppo tedesco (1934)
14. Contributo a una discussione sulla psicoterapia (1935)
15. Discorsi ai Congressi di psicoterapia (VIII, IX, X) (1935-38)
16. Wotan (1936)
17. Psicologia e problemi nazionali (1936)
18. Il mondo sognante dell'India (1939)
19. Quel che l'India può insegnarci (1939)
20. Psicologia analitica e arte poetica (1922)
21. Psicologia e poesia (1930/1950)
22. L'Ulisse: un monologo (1932)
23. Picasso (1932)

10.2. Civilta in transizione. Dopo la catastrofe, 1986, 19932, 1998, ISBN 8833900614 ISBN 8833910660 ISBN 9788833910666
1. Ritorno alla vita semplice (1941)
2. Dopo la catastrofe (1945)
3. Commenti sulla storia contemporanea (1945)
4. La lotta con l'Ombra (1946)
5. Contributi ai Saggi di storia contemporanea (1946)
6. Tecniche di trasformazione dell'atteggiamento mentale in vista della pace nel mondo (1948)
7. Presente e futuro (1957)
8. Un mito moderno: le cose che si vedono in cielo (1958)
9. La coscienza morale dal punto di vista psicologico (1958)
10. Introduzione a Toni Wolff, Studi sulla psicologia di C. G. Jung (1959)

11. Psicologia e religione, trad. di Elena Schanzer e Luigi Aurigemma, 1979, 19922, 2000, ISBN 8833907228 ISBN 9788833907222
Sezione prima - Religioni occidentali
1. Psicologia e religione (1938/1940)
2. In merito a Psicologia e religione (1940)
3. Saggio d'interpretazione psicologica del dogma della Trinità (1942/1948)
4. Il simbolo della trasformazione nella messa (1942/1954)
5. Prefazione a V. White, Dio e l'inconscio (1951)
6. Prefazione a Z. Werblowsky, Lucifero e Prometeo (1951)
7. Fratel Klaus (1933)
8. I rapporti della psicoterapia con la cura d'anime (1932)
9. Psicoanalisi e direzione spirituale (1928)
10. Risposta a Giobbe (1951)
11. A proposito di Risposta a Giobbe (1951)
12. A proposito di Risposta a Giobbe (1952)
13. Risvolto di copertina per Risposta a Giobbe (1952)
14. Risposta a Martin Buber (1952)
15. Bene e male nella psicologia analitica (1959)
16. Sul problema del simbolo di Cristo (1953)
17. Da una lettera a un teologo protestante (1943)
18. Lettera a "The Listener" (1960)

Sezione seconda - Religioni orientali
1. Commento psicologico al Libro tibetano della grande liberazione (1954)
2. Commento psicologico al Bardo Thödol (1935/1953)
3. Lo yoga e l'Occidente (1936)
4. Prefazione a D. T. Suzuki, La grande liberazione. Introduzione al buddhismo zen (1939)
5. Psicologia della meditazione orientale (1943)
6. Santi indiani. Prefazione a H. Zimmer, La via del Sé (1944)
7. Prefazione a I Ching (1950)
8. Su K. E. Neumann, I discorsi di Gautama Buddha (1955)

12. Psicologia e alchimia, trad. di Roberto Bazlen, revisione di Lisa Baruffi, 1981, 19922, 2001, ISBN 8833907198 ISBN 8833909115 ISBN 9788833909110
1. Psicologia e alchimia (1944)

13. Studi sull'alchimia, trad. di Maria Anna Massimello, 1988, 19892, 2002, ISBN 8833904490 ISBN 8833910474 ISBN 9788833910475
1. Paracelso (1929)
2. Commento al Segreto del fiore d'oro (1929/1957)
3. Necrologio di Richard Wilhelm (1930)
4. Le visioni di Zosimo (1938/1954)
5. Paracelso come medico (1941)
6. Premessa a Scritti su Paracelso (1942)
7. Paracelso come fenomeno spirituale (1942)
8. Lo spirito Mercurio (1943/1948)
9. L'albero filosofico (1945/1954)
10. Premessa a un catalogo di alchimia (1946)
11. Alchimia e psicologia (1948)
12. Faust e l'alchimia (1949-50)

14.1. Mysterium coniunctionis. Ricerche sulla separazione e composizione degli opposti psichici nell'alchimia, vol. Itrad. di Maria Anna Massimello, 1989, 2002, ISBN 8833905063 ISBN 8833906434 ISBN 9788833906430
1. Mysterium coniunctionis, parte I (1955-56)

14.2. Mysterium coniunctionis. Ricerche sulla separazione e composizione degli opposti psichici nell'alchimia, vol. IItrad. di Maria Anna Massimello, 1990, 2002, ISBN 883390573X ISBN 9788833906430
1. Mysterium coniunctionis, parte II (1955-56)

15. Psicoanalisi e psicologia analitica, trad. di Silvia Stefani e Paolo Santarcangeli, 1991, 1997, ISBN 8833906051 ISBN 8833910415 ISBN 9788833910413
1. Sigmund Freud come fenomeno storico-cuIturale (1931)
2. Fondamenti della psicologia analitica (1935)
3. La vita simbolica (1939)
4. Sigmund Freud: necrologio (1939)
5. Simboli e interpretazione dei sogni (1961)

16. Pratica della psicoterapia, trad. di Lisa Baruffi, 1981, 2002, ISBN 8833901440 ISBN 8833907880 ISBN 9788833907888
Sezione prima - Problemi generali di psicoterapia
1. Principi di psicoterapia pratica (1935)
2. Che cos'è la psicoterapia? (1935)
3. Alcuni aspetti della psicoterapia moderna (1930)
4. Scopi della psicoterapia (1931)
5. I problemi della psicoterapia moderna (1929)
6. Psicoterapia e concezione del mondo (1943)
7. Medicina e psicoterapia (1945)
8. La psicoterapia oggi (1945)
9. Questioni fondamentali di psicoterapia (1951)

Sezione seconda - Problemi specifici di psicoterapia
1. Il valore terapeutico dell'abreazione (1921/1928)
2. L'applicabilità pratica dell'analisi dci sogni (1934)
3. La psicologia della traslazione (1946)
4. Appendice: Scritti minori

17. Lo sviluppo della personalità, trad. di Rossana Leporati e Roberto Bazlen, 1991, 1999, ISBN 8833906418 ISBN 8833911624 ISBN 9788833911625
1. Conflitti dell'anima infantile (1909)
2. Prefazione a F. G. Wickes, II mondo psichico dell'infanzia (1931)
3. Sviluppo ed educazione del bambino (1928)
4. Psicologia analitica ed educazione (1926/1946)
5. Il bambino dotato (1943)
6. Il significato dell'inconscio nell'educazione individuale (1928)
7. Il divenire della personalità (1934)
8. Il matrimonio come relazione psicologica (1925)

18. La vita simbolica, trad. di Rossana Leporati, Maria Anna Massimello ed Enrica Matta, 1993, 1999, ISBN 8833908097 ISBN 8833912019 ISBN 9788833912011
Scritti miscellanei a integrazione dei volumi 1, 3-5, 8-11, 17
1. Studi psichiatrici (scritti 1905-57)
2. Psicogenesi delle malattie mentali (scritti 1908-55)
3. Freud e la psicoanalisi (scritti 1901-53)
4. Simboli della trasformazione (scritti 1910-11)
5. La dinamica dell'inconscio (scritti 1914-63)
6. Gli archetipi e l'inconscio collettivo (scritti 1932-59)
7. Civiltà in transizione (scritti 1910-61)
8. Psicologia e religione (scritti 1944-58)
9. Lo sviluppo della personalità (scritti 1919-58)

19.1. Bibliografia generale di C. G. Jung, a cura di Giovanni Niccoli, 1998, ISBN 8833911101
19.2. Indici analitici, a cura di Giovanni Niccoli, 2007, ISBN 9788833912417

## Altre opere, lettere e seminari
- Aniela Jaffé (a cura di), Ricordi, sogni, riflessioni, trad. di Guido Russo, 1965, 19782 ISBN 9788817112796
- Il segreto del fiore d'oro. Un libro di vita cinese (con Richard Wilhelm), 2001 ISBN 9788833913070
- Lettere tra Freud e Jung 1906-13, 1990 ISBN 9788833905761
- Wolfgang Pauli e Carl Gustav Jung, Ein Briefwechsel 1932-1958, a cura di Carl Alfred Meier, trad. Irene Ranzato e Maurizio Renzi, Il carteggio Pauli-Jung, Roma: Il minotauro, 1999; a cura di Antonio Sparzani e Anna Panepucci, Jung e Pauli. Il carteggio originale: l'incontro tra psiche e materia, Bergamo: Moretti & Vitali, 2016 ISBN 9788871866260
- Analisi dei sogni. Seminario tenuto nel 1928-30, 2003, 2006 ISBN 9788833957043 ISBN 9788833917306
- Psicologia del Kundalini-Yoga. Seminario tenuto nel 1932, a cura di Sonu Shamdasani, ed. italiana a cura di Luciano Perez, 2004 ISBN 9788833957401
- Il Libro rosso, a cura di Sonu Shamdasani, trad. di Anna Maria Massimello, Giulio Schiavoni e Giovanni Sorge, 2010 ISBN 9788833920948 ISBN 9788833923611
- Lo "Zarathustra" di Nietzsche, vol. I: maggio 1934-marzo 1935, a cura di James L. Jarrett, trad. e curatela di Alessandro Croce, 2011 ISBN 9788833921273
- Lo "Zarathustra" di Nietzsche, vol. II: maggio 1935-marzo 1936, a cura di James L. Jarrett, trad. e curatela di Alessandro Croce, 2012 ISBN 9788833923376
- Lo "Zarathustra" di Nietzsche, vol. III: maggio 1936-giugno 1937, a cura di James L. Jarrett, trad. e curatela di Alessandro Croce, 2012 ISBN 9788833923383
- Lo "Zarathustra" di Nietzsche, vol. IV: maggio 1938-febbraio 1939, a cura di James L. Jarrett, trad. e curatela di Alessandro Croce, 2013 ISBN 9788833924274
- I sogni dei bambini. Seminario tenuto nel 1936-41, vol. I, a cura di Lorenz Jung e Maria Meyer-Grass. trad. di Maria Anna Massimello, 2013 ISBN 9788833921136
- I sogni dei bambini. Seminario tenuto nel 1936-41, vol. II, a cura di Lorenz Jung e Maria Meyer-Grass. trad. di Maria Anna Massimello, 2014 ISBN 9788833924748
- I miti solari e Opicino de Canistris. Appunti del seminario tenuto a Eranos nel 1943, a cura di Riccardo Bernardini, Gian Piero Quaglino e Augusto Romano, trad. Gianfranco Bonola, 2014 ISBN 9788871865737